# Halichoeres scapularis
 Halichoeres scapularis és una espècie de peix de la família dels làbrids i de l'ordre dels perciformes.

## Morfologia
Els mascles poden assolir els 20 cm de longitud total.

## Distribució geogràfica
Es troba des del Mar Roig i l'Àfrica oriental fins a Papua Nova Guinea, Japó i la Gran Barrera de Corall (Austràlia).